# دوباره بیدار شدن در زمان مناسب

جلد کتاب نسخه انگلیسی دوباره کتاب

دوباره بیدار شدن در زمان مناسب (انگلیسی: To Rise Again at a Decent Hour) عنوان کتابی است از جاشوا فریس رمان‌نویس آمریکایی که در سال ۲۰۱۴ در فهرست آثار نامزد جایزه ادبی من بوکر قرار گرفت. این اثر نویسنده در همان سال، برندهٔ جایزهٔ دلن توماس گردید.